# Beat Anton Rüttimann

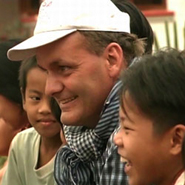
Toni Rüttimann („Toni el Suizo“)

Beat Anton Rüttimann (Toni Rüttimann; * 21. August 1967 in Pontresina, Kanton Graubünden) ist ein Schweizer Brückenbauer, der in Lateinamerika und Südostasien tätig ist. Tausende von Menschen in Süd- und Zentralamerika kennen ihn als Toni el Suizo.

## Biografie
Nach der Matura im Lyceum Alpinum in Zuoz wollte Rüttimann im Jahr 1987 einen zeitlich begrenzten Sozialeinsatz in einem von Erdbeben geschädigten Gebiet in Ecuador leisten und sich danach als Bauingenieur an der ETH Zürich ausbilden lassen. Doch die Armut und die nach Naturkatastrophen fehlenden Brücken waren für ihn der Auslöser, sich für Menschen in Not zu engagieren. Er baut seither einfache Hängebrücken zur Benutzung durch Fussgänger, Fahrrad- und Motorradfahrer. Sie entstehen aus einfachen Grundbestandteilen in einem von ihm entwickelten Baukastensystem. Als Baumaterialien dienen ausgemusterte Röhren sowie nicht mehr benötigte Seile von Schweizer Seilbahnen. Unter seiner Anleitung bauen die Einheimischen die Brücken selbst zusammen. Nachdem Rüttimann 2002 am Guillain-Barré-Syndrom erkrankte, entwickelte er während der zwei Jahre dauernden Therapie ein Computerprogramm, mit dessen Hilfe Dutzende von Brücken gleichzeitig gebaut werden können. Rüttimann hat keinen festen Wohnsitz.
Bis August 2017 hat Rüttimann in 13 Ländern 760 Brücken für etwa zwei Millionen Menschen gebaut. Für die arme Landbevölkerung bedeuten sie Zugang zu Spitälern, Schulen und Märkten. Knapp 40 Prozent der Brücken stehen in Ecuador. Weitere grosse Brückenbaugebiete sind Myanmar, Kambodscha, Laos, Vietnam, Indonesien, Mexiko, Kolumbien, Honduras, Nicaragua, Costa Rica, El Salvador und Argentinien.
Am 31. März 2018, seinem Hochzeitstag, hat Rüttimann in Pay Pin Taung, Region Ayeyarwady, Myanmar, seine 777. Brücke fertiggestellt und mit einem Film in 16 Sprachen dokumentiert.

## Zitat
«Nicht ich baue die Brücken, sondern die Menschen gemeinsam mit mir. Es ist schwere Arbeit. Doch in diesen Momenten ist eine Brücke mehr als nur ein Bau: Sie ist Hoffnung und Fortschritt... Glücklich sehe ich, dass die Sprache der Brücken auch keine Grenzen kennt.»

## Statistiken
| Land        | Abgeschlossen | Bediente Bevölkerung |
| ----------- | ------------- | -------------------- |
| Kambodscha  | 77            | 209 500              |
| Indonesien  | 122           | 740 800              |
| Laos        | 43            | 129 900              |
| Myanmar     | 155           | 544 900              |
| Vietnam     | 58            | 248 000              |
| Argentinien | 2             | 003 500              |
| Kolumbien   | 19            | 030 200              |
| Costa Rica  | 14            | 008 000              |
| Ecuador     | 347           | 398 400              |
| El Salvador | 1             | 002 500              |
| Honduras    | 33            | 089 700              |
| Mexiko      | 30            | 022 400              |
| Nicaragua   | 4             | 007 700              |

| Land  | Abgeschlossen | Bediente Bevölkerung |
| ----- | ------------- | -------------------- |
| Total | 905           | 2 435 500            |

## Auszeichnungen
- 1997 23. Preisträger Adele-Duttweiler-Preis
- 1999 Preisträger der Stiftung Dr. J. E. Brandenberger
- 2000 Special Award der International Association for Bridge and Structural Engineering (IABSE) in Anerkennung seiner originellen Brückenbaubemühungen, um bedürftigen Menschen zu helfen.